# Daisaku Tsuru
Daisaku Tsuru (都留 泰作, Tsuru Daisaku) est un mangaka japonais né en 1968. Il est aussi un anthropologue, recherchant sur les pygmées Bakas en Afrique centrale.

## Œuvres
- nacuN